# Wolfsdreuvik
Wolfsdreuvik is een gemeentelijk monument in het Smithuyserbos ten zuidoosten van Hilversum. Het staat ten zuiden van Soestdijkerstraatweg en ten oosten van de A27. De naam Wolfsdreuvik betekent Wolfsheuvel en wordt reeds genoemd op de kaart uit 1539.

## Smithuyserbosch
Het omliggende Smithuyserbos wordt in het noordoosten begrensd door de Lage Vuurscheweg en in het oosten door de Hollandsesloot (de grens tussen Noord-Holland en Utrecht). Het bos ligt ten zuiden van het Hilversums Wasmeer en ten oosten van De Zuid en het Erfgooiersbos. Het bos werd sinds 1911 genoemd naar een van de eerste eigenaren van het bos: Pieter Johannes Smithuysen. Deze Amsterdamse makelaar in tabak kocht het gebied in 1838. Het bos werd door eigenaar Bouvy hersteld en verjongd.

## Jan Rebel
Wolfsdreuvik werd in 1938 gebouwd door de Larense architect Jan Rebel in opdracht van D.P.R.A. Bouvy (1915-1993). Bouvy was conservator-directeur van het Aartsbisschoppelijk Museum (1946-1976) en oprichter en van 1976 tot 1981 directeur van het Museum Catharijneconvent. Jan Rebel was een bekende architect die wel meer grote landhuizen in de omgeving had laten bouwen. Hij was met zijn latere compagnon Adam van Vliet ook de architect van het Singer Museum in Laren. Wolfsdreuvik werd gebouwd als dagverblijf met uitkijktoren annex dagverblijf.

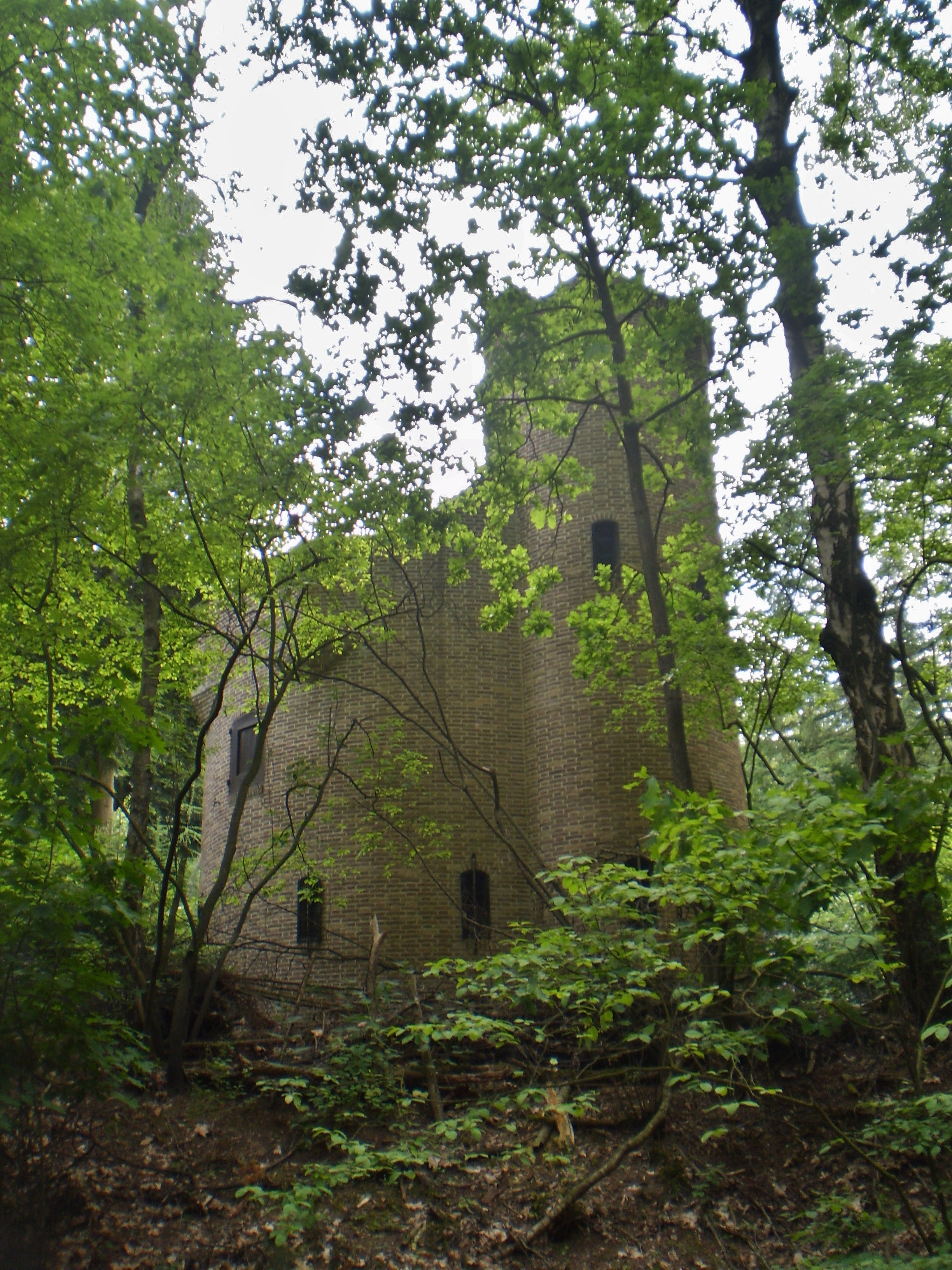
Wolfsdreuvik

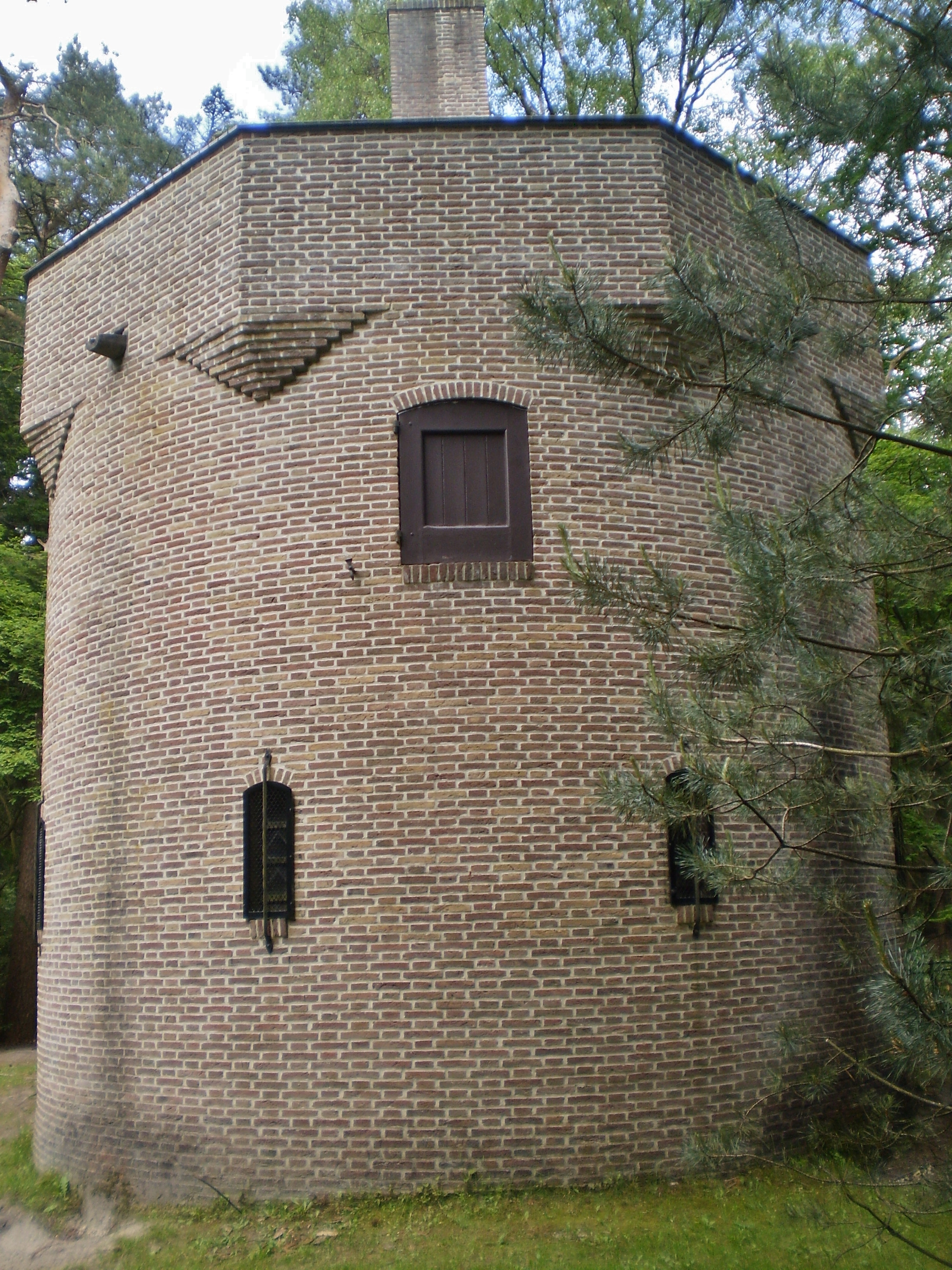
Westzijde

## Het gebouw
Bouvy kocht het bos van 40 hectare in 1937 om in het midden ervan een huis te bouwen. Als architect koos hij Jan Rebel, die ook het nabijgelegen landhuis De Schorrenberg van zijn broer had ontworpen. Dat in 1873 afgebrande landhuis was ook voorzien van een toren. De  Wolfsdreuvik werd gebouwd op een kleine heuvelrug, naast een bijna zeven meter lager gelegen kommetje dat tot een bosvijver werd gemaakt.  De voorzieningen waren primitief: er was geen elektriciteit, riolering en gemeentelijke watervoorziening ontbraken. De verlichting kwam van kaarsen of gaslampen. Voor de eigen watervoorziening werd een hydrofoor geïnstalleerd. Naast het huis kwam een beerput voor het afvalwater. 
In de oorspronkelijke plannen was de toren twee verdiepingen hoger. Op de begane grond kwamen een keuken met berging. De hele bovenste verdieping werd ingenomen door een kamer met een grote open haard. Door het combineren van de ronde vorm met de zichtbare zware houten balken onder het gestucte plafond kreeg de kamer het aanzien van een middeleeuws kasteel. De Nijmeegse glazenier Ben Hofstee maakte de glas in loodramen met daarop afbeeldingen van Sint Barbara en Sint Hubertus, de beschermheer van de jacht. Het daktteras met stenen trap geeft die toegang tot een torentje met uitzicht over het landgoed. Het gebouw diende aanvankelijk ook als uitkijktoren, tot het omringende bos er bovenuit groeide.